# Longueil-Annel
Longueil-Annel é uma comuna francesa na região administrativa de Altos da França, no departamento de Oise. Estende-se por uma área de 5,94 km². Em 2010 a comuna tinha 2 683 habitantes (densidade: 451,7 hab./km²).